# Schwaigen
Schwaigen – miejscowość i gmina w Niemczech, w kraju związkowym Bawaria, w rejencji Górna Bawaria, w regionie Oberland, w powiecie Garmisch-Partenkirchen, wchodzi w skład wspólnoty administracyjnej Ohlstadt. Leży około 15 km na północ od Garmisch-Partenkirchen.

## Demografia
| Rok  | Liczba mieszk. |
| ---- | -------------- |
| 1970 | 418            |
| 1987 | 556            |
| 2000 | 621            |
| 2005 | 625            |

### Struktura wiekowa
Dane o ludności z 31 grudnia 2008:
| Opis                                | Ogółem | Ogółem | Kobiety | Kobiety | Mężczyźni | Mężczyźni |
| ----------------------------------- | ------ | ------ | ------- | ------- | --------- | --------- |
| Jednostka                           | osób   | %      | osób    | %       | osób      | %         |
| Populacja                           | 614    | 100    | 314     | 51,14   | 300       | 48,86     |
| Wiek przedprodukcyjny (0–17 lat)    | 117    | 19,06  | 55      | 8,96    | 62        | 10,1      |
| Wiek produkcyjny (18–65 lat)        | 347    | 56,51  | 176     | 28,66   | 171       | 27,85     |
| Wiek poprodukcyjny (powyżej 65 lat) | 150    | 24,43  | 83      | 13,52   | 67        | 10,91     |

## Polityka
Wójtem gminy jest Karl Schwarzberger z UWV, rada gminy składa się z osób.
|      | BVGS | UWV | LOS | GfUG | Razem |
| 2008 | -    | -   | 2   | 6    | 8     |
| 2002 | 5    | 2   | 1   | -    | 8     |

## Oświata
W gminie znajduje się przedszkole (25 miejsc i 22 dzieci).